# Protorthodes incincta
Protorthodes incincta är en fjärilsart som beskrevs av Morrison 1874. Protorthodes incincta ingår i släktet Protorthodes och familjen nattflyn. Inga underarter finns listade i Catalogue of Life.